# Liste der Bodendenkmale im Landkreis Wittmund

Landkreis Wittmund

In der Liste der Bodendenkmale im Landkreis Wittmund sind die Bodendenkmale im Landkreis Wittmund aufgeführt. Die Quelle ist der Denkmalatlas Niedersachsen. Die Angaben in den einzelnen Listen ersetzen nicht die rechtsverbindliche Auskunft der zuständigen Denkmalschutzbehörde.
| Bild | Gemeinde                        | Bodendenkmalliste | Wappen            | Lage | Ortsteile |
| ---- | ------------------------------- | ----------------- | ----------------- | ---- | --------- |
|      | Blomberg                        |                   |                   |      |           |
|      | Dunum                           |                   |                   |      |           |
|      | Esens                           |                   |                   |      |           |
|      | Eversmeer                       |                   | Führt kein Wappen |      |           |
|      | Friedeburg                      |                   |                   |      |           |
|      | Holtgast                        |                   |                   |      |           |
|      | Langeoog                        |                   |                   |      |           |
|      | Moorweg                         |                   |                   |      |           |
|      | Nenndorf (Landkreis Wittmund)   |                   | Führt kein Wappen |      |           |
|      | Neuharlingersiel                |                   |                   |      |           |
|      | Neuschoo                        |                   | Führt kein Wappen |      |           |
|      | Ochtersum                       |                   | Führt kein Wappen |      |           |
|      | Schweindorf                     |                   |                   |      |           |
|      | Spiekeroog                      |                   |                   |      |           |
|      | Stedesdorf                      |                   |                   |      |           |
|      | Utarp                           |                   | Führt kein Wappen |      |           |
|      | Werdum                          |                   |                   |      |           |
|      | Westerholt (Landkreis Wittmund) |                   |                   |      |           |
|      | Wittmund                        |                   |                   |      |           |

Ortsteile in schwarzer Schrift weisen keine Bodendenkmale aus.